# 괴이 (드라마)
괴이(Monstrous)는 2022년 4월 29일 TVING에서 공개된 대한민국의 공포 스릴러 드라마이다.

## 줄거리
마을의 괴이한 사건을 쫓는 초자연 스릴러 이야기.

## 제작진

### 연출
- 장건재

### 극본
- 연상호
- 류용재

## 등장인물

### 주요 인물
- 구교환 : 정기훈 역
- 신현빈 : 이수진 역

### 주변 인물
- 곽동연 : 강용주 역
- 남다름 : 한도경 역
- 김지영 : 한석희 역
- 박호산 : 권종수 역
- 박소이 : 정하영 역
- 동현배 : 김 순경 역
- 조상기 : 일주 스님 역
- 김영필 : 민 교수 역
- 이용녀 : 호미 할머니 역
- 김동영 : 원석 역

### 특별 출연
- 유순웅 : 원석의 아버지 역
- 김주령 : 용주의 어머니 역
- 김수현 : 주점 주인 역
- 이승민 : 뉴스 앵커 역